# Aladje
Alberto Aladje Gomes Pina (Bisáu, Guinea-Bisáu, 22 de octubre de 1993) es un futbolista bisauguineano naturalizado portugués. Juega de delantero y su actual equipo es el F. C. Messina de la Serie D de Italia.

## Selección nacional
Ha sido internacional con la selección de fútbol de Portugal sub-20 y la sub-21.

### Participaciones en Copas del Mundo
| Mundial                               | Sede    | Resultado   |
| ------------------------------------- | ------- | ----------- |
| Copa Mundial de Fútbol Sub-20 de 2013 | Turquía | 8° de final |

## Clubes
| Club                             | País   | Año         |
| -------------------------------- | ------ | ----------- |
| F. C. Aprilia                    | Italia | 2012 - 2013 |
| U. S. Sassuolo                   | Italia | 2013 - 2014 |
| Delta Porto Tolle (cedido)       | Italia | 2014 - 2015 |
| F. C. Pro Vercelli (cedido)      | Italia | 2014 - 2015 |
| Real Vicenza V. S. (cedido)      | Italia | 2015        |
| A. C. Prato (cedido)             | Italia | 2015 - 2016 |
| S. S. Ischia Isolaverde (cedido) | Italia | 2016        |
| U. S. Sassuolo                   | Italia | 2016 - 2017 |
| F. C. Ponsacco                   | Italia | 2016 - 2017 |
| Savona F. B. C.                  | Italia | 2017 - 2018 |
| U. S. Gavorrano                  | Italia | 2018 - 2019 |
| F. C. Messina                    | Italia | 2019 - Act. |